# Geografia Omanu

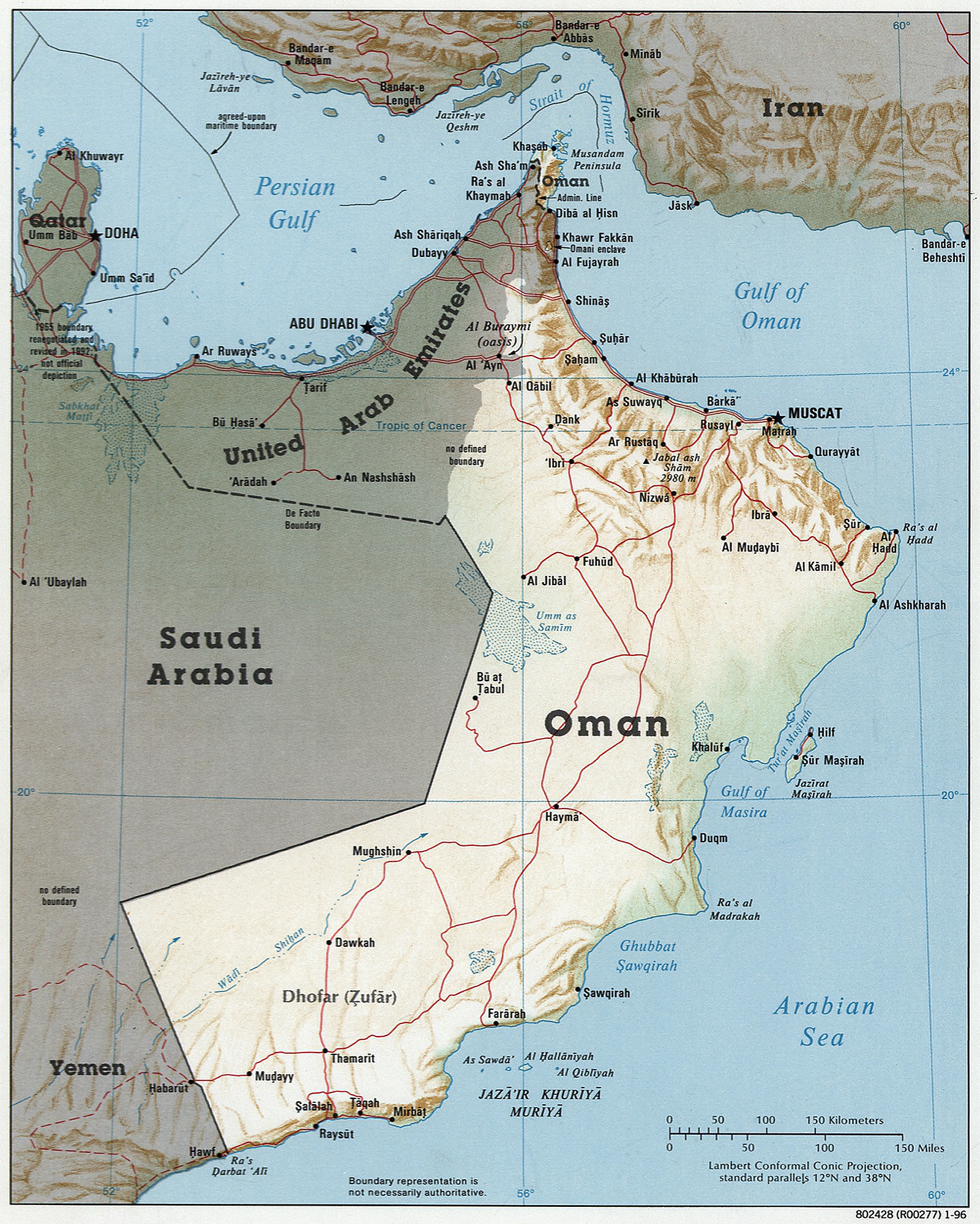
Mapa Omanu

Oman jest państwem leżącym na Półwyspie Arabskim w Azji Południowo-Zachodniej nad Morzem Arabskim. Graniczy ze Zjednoczonymi Emiratami Arabskimi, Arabią Saudyjską i Jemenem. Stolica mieści się w mieście Maskat.

## Powierzchnia, położenie i granice
Powierzchnia – 309 500 km²
Położenie – Oman leży w południowo-wschodniej części Półwyspu Arabskiego. Od południa i od wschodu oblewają go wody Morza Arabskiego wchodzącego w skład Oceanu Indyjskiego. Od północnego wschodu granicę stanowi Zatoka Omańska. Oman leżąc w Azji Południowo-Zachodniej należy do państw Bliskiego Wschodu.
Skrajne punkty – północny 26°25'N, południowy 16°35'N, zachodni 52°00'E, wschodni 59°50'E. Oman o podłużnym kształcie ułożony w kierunkach północny wschód – południowy zachód, jest długi na nieco ponad 900 km i szeroki na mniej więcej 300 km.
Oman graniczy z następującymi państwami:
- Arabia Saudyjska – 676 km
- Zjednoczone Emiraty Arabskie – 410 km
- Jemen – 288 km
- poprzez wody terytorialne Zatoki Omańskiej, Oman od północy graniczy z Iranem.

Linia brzegowa – 2092 km
Oman ma dwie eksklawy: półwysep Musandam, strategicznie położony nad Cieśniną Ormuz, oddzielony od reszty Omanu przez Zjednoczone Emiraty Arabskie oraz Madha, położony na terytorium ZEA w połowie drogi między Półwyspem Musandam a główną częścią Omanu. Z kolei w obrębie eksklawy Madha znajduje się enklawa ZEA o nazwie Nahwa.

## Budowa geologiczna i rzeźba

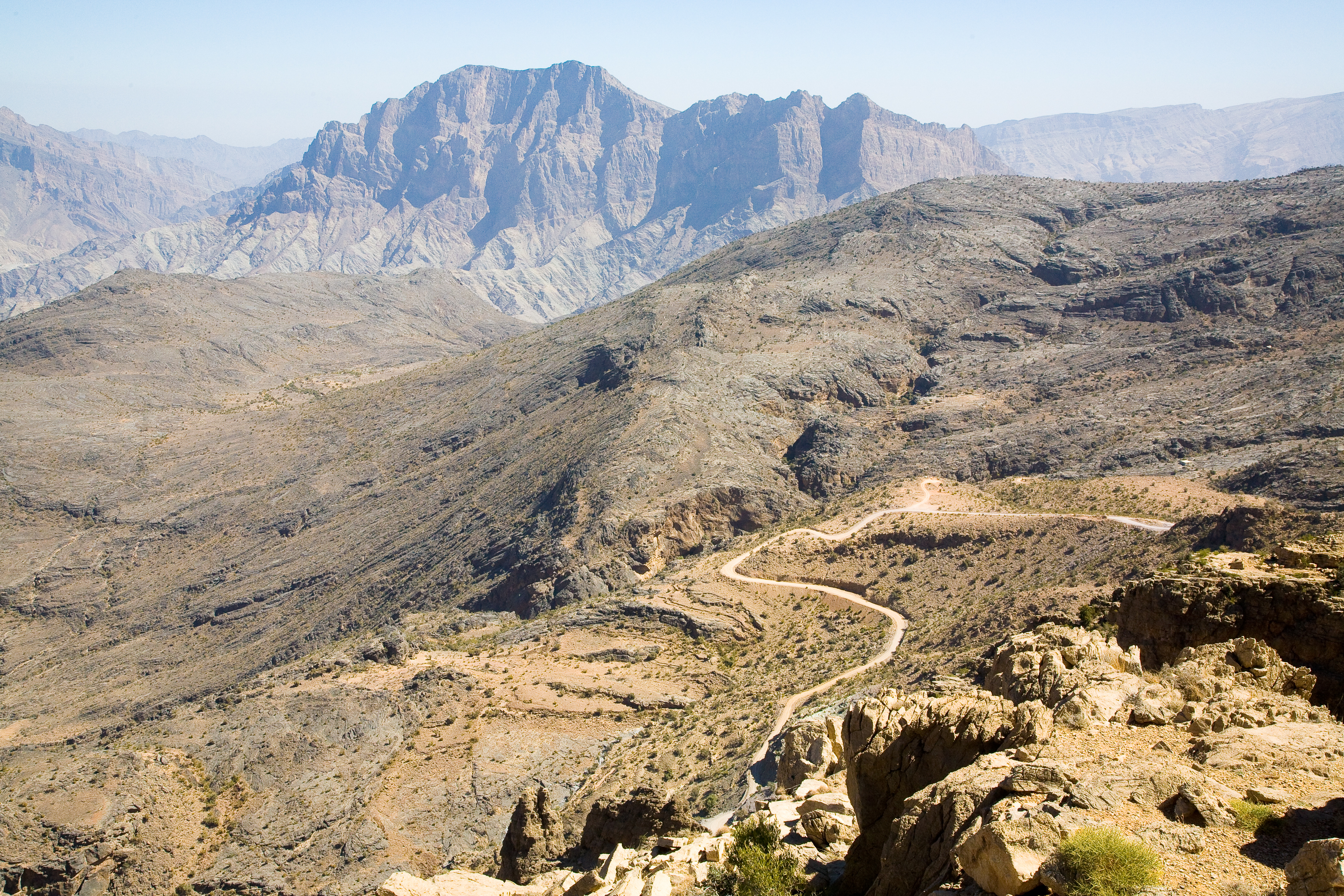
Górzysta część Omanu

Większość powierzchni kraju leży na obszarze starego cokołu Gondwany, który jest pokryty ułożonymi niemal poziomo warstwami skał pochodzących z mezozoiku, gdzie w skład wchodzą piaskowce i wapienie. Warstwy te przykryte są młodszymi utworami wapiennymi pochodzącymi z eocenu. We wschodniej części dodatkowo podłoże przykrywają utwory czwartorzędowe. Góry leżące w północno-wschodniej części kraju należą do strefy fałdowań trzeciorzędowych Azji Południowo-Zachodniej. Góry Omanu zbudowane są głównie z mezozoicznych wapieni, w części północno-zachodniej i środkowej występują także stare utwory wulkaniczne.
Oman jest krajem wyżynno-górzystym. Najwyżej położone obszary znajdują się na północy kraju. Znajdują się tam młode góry fałdowe, ciągnące się wzdłuż Zatoki Omańskiej. Najdalej na północ wysunięte jest pasmo gór Al-Hadżar al-Gharbi. Wznosi się tam najwyższy szczyt tychże gór – Dżabal al-Hasim o wysokości 2087 m n.p.m. Góry te opadają stromo ku wąskiej nadbrzeżnej nizinie Al-Batima. Na północy kraju, na południe od Al-Hadżar al-Gharbi ciągnie się masyw Al-Dżabal al-Achadar, gdzie wznosi się najwyższy szczyt kraju – Dżabal Szams o wysokości 3018 m n.p.m. Na południowy zachodnie leży wyżyna Zufar, sięgająca 1678 m n.p.m. Wyżyna ta jest rozcięta przez licznie suche doliny, tak zwane wadi. Wnętrze kraju stanowi rozległa nizina o średnie wysokości 300 m n.p.m., gdzie na jej obszarze leży pustynia. Ta zaś w części północno-zachodniej i zachodniej przechodzi w pustynie Ar-Rab al-Chali. Tereny typowo nizinne, czyli takie który wysokość nad poziom morza nie przekracza 300 metrów ograniczają się jedynie do stref nadbrzeżnych.

## Klimat

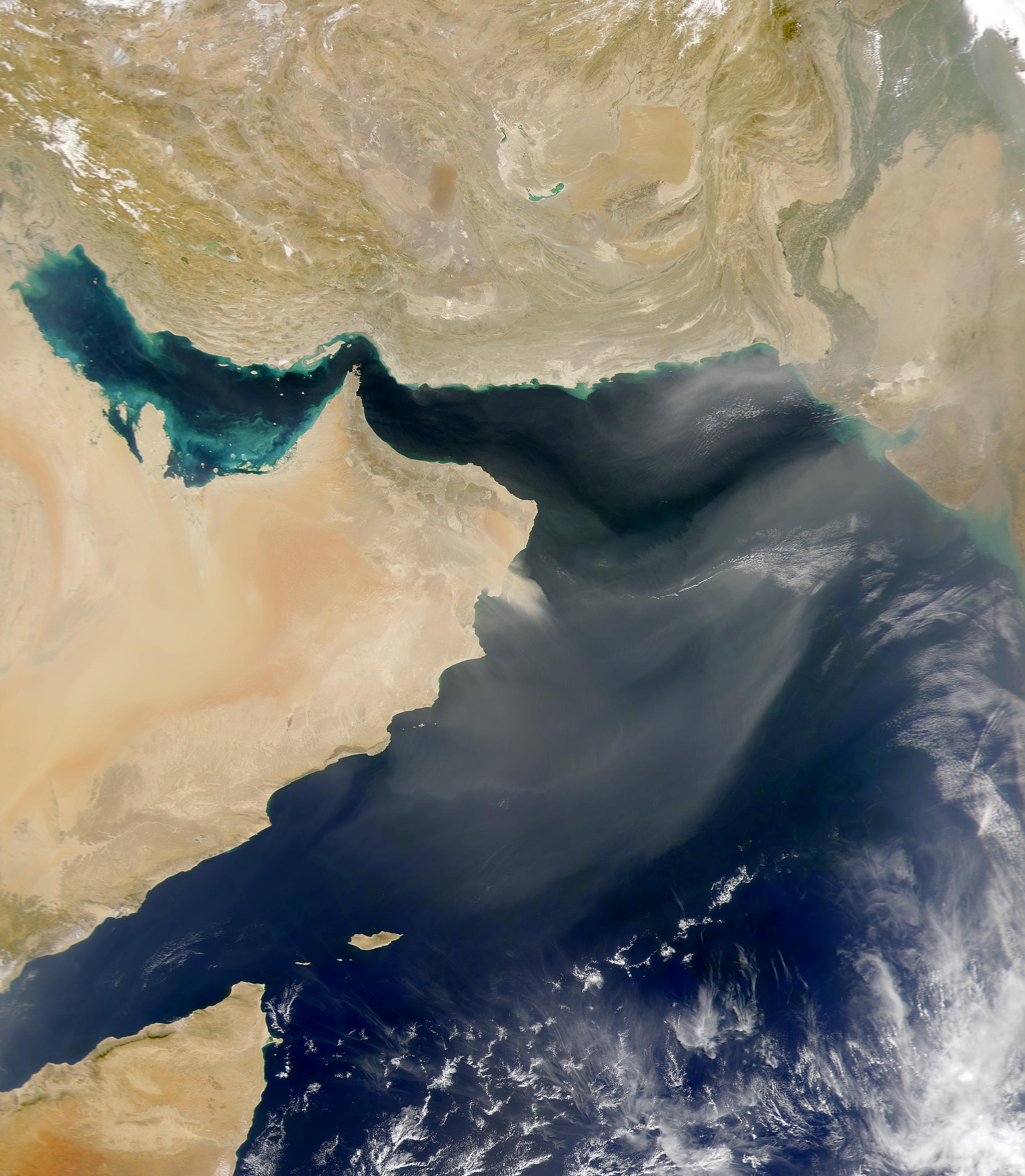
Oman i okolice widziany z kosmosu

Oman leży w strefie klimatu zwrotnikowego suchego i pomimo obecności wód Oceanu Indyjskiego prawie cały kraj posiada cechą kontynentalną. Cechą charakterystyczną aury Omanu są skrajności termiczne, niska wilgotność szczególnie we wnętrzu kraju i niskie opady. Na południowym zachodzie klimat przechodzi w odmianę skrajnie suchą. Trzeba jednak zaznaczyć fakt iż wschodnie wybrzeże kraju dostaje się nieco pod wpływ monsunów, to jednak przekłada się jedynie na nieco wyższą wilgotność powietrza i nieco łagodniejsze temperatury.
Temperatury są wysokie. Średnie temperatury w styczniu wahają się od 18 do 20 °C W górach na północy kraju jest chłodniej i występują spadki do 0 °C. Wraz z nastanie wiosny temperatury szybko rosną i latem średnie wartości wynoszą od 29 do 35 °C. W ciągu dnia od maja do października temperatury są bardzo wysokie i sięgają średnio 40 °C, a na pustyni Ar-Rab al-Chali do 50 °C. Niemal cały Oman cechuje się wysokimi amplitudami dobowymi. Jedynie wschodnie wybrzeże kraju jest pod tym względem nieco łagodniejsze.
Opady są niskie lub nie występują w ogóle. Średnia roczna opadowa wynosi około 100 mm. We wnętrzu kraju, w szczególności na pustyniach, średnia roczna to już tylko 25–50 mm. Zdarzają się lata, gdzie deszcze nie padają w ogóle. W górach opady są wyższe i dochodzą do 250 mm rocznie. W okresie letnim zaznacza się wpływ monsunu na wybrzeżu Oceanu Indyjskiego, co powoduje, że opady przypadają tam na miesiące letnie, a nie zimowe jak to zwykle ma miejsce w krajach klimatu zwrotnikowego i podzwrotnikowego. Monsun jednak nie ma wpływu na ilość opadów deszczu. W Omanie czasami występują powodzie, związane z gwałtownymi i krótkotrwałymi ulewami. Częstym zjawiskiem występującym we wnętrzu kraju są burze piaskowe i piaskowo-pyłowe.
Mimo słabego wpływu monsunu letniego w Omanie raz na kilkanaście lat występują cyklony tropikalne, które powstają nad wodami Oceanu Indyjskiego i wędrują na północ. Czasami zdarza się, że taki cyklon nadciąga na wybrzeża Półwyspu Arabskiego. Jest to rzadkość, ale zjawisko to ma miejsce. Jeden z ostatnich takich przypadków miał miejsce w czerwcu 2007 roku, kiedy to cyklon Gonu spustoszył Oman, Zjednoczone Emiraty Arabskie i południowe wybrzeża Iranu.

## Wody
Oman nie posiada sieci rzek z powodu niewielkich opadów. Brak rzek stałych, występują jedynie rzeki okresowe, wypełniają doliny wadi krótkotrwałymi rzekami w czasie gwałtownych pustynnych ulew. Na pustyni na pograniczu z Arabią Saudyjską występują słone bagna Umm as-Samim. Mieszkańcy Omanu wodę czerpią albo z odsalarni wody morskiej, albo tradycyjną metodą jaką są studnie artezyjskie. Kraj posiada znaczne zasoby wód podziemnych.

## Gleby

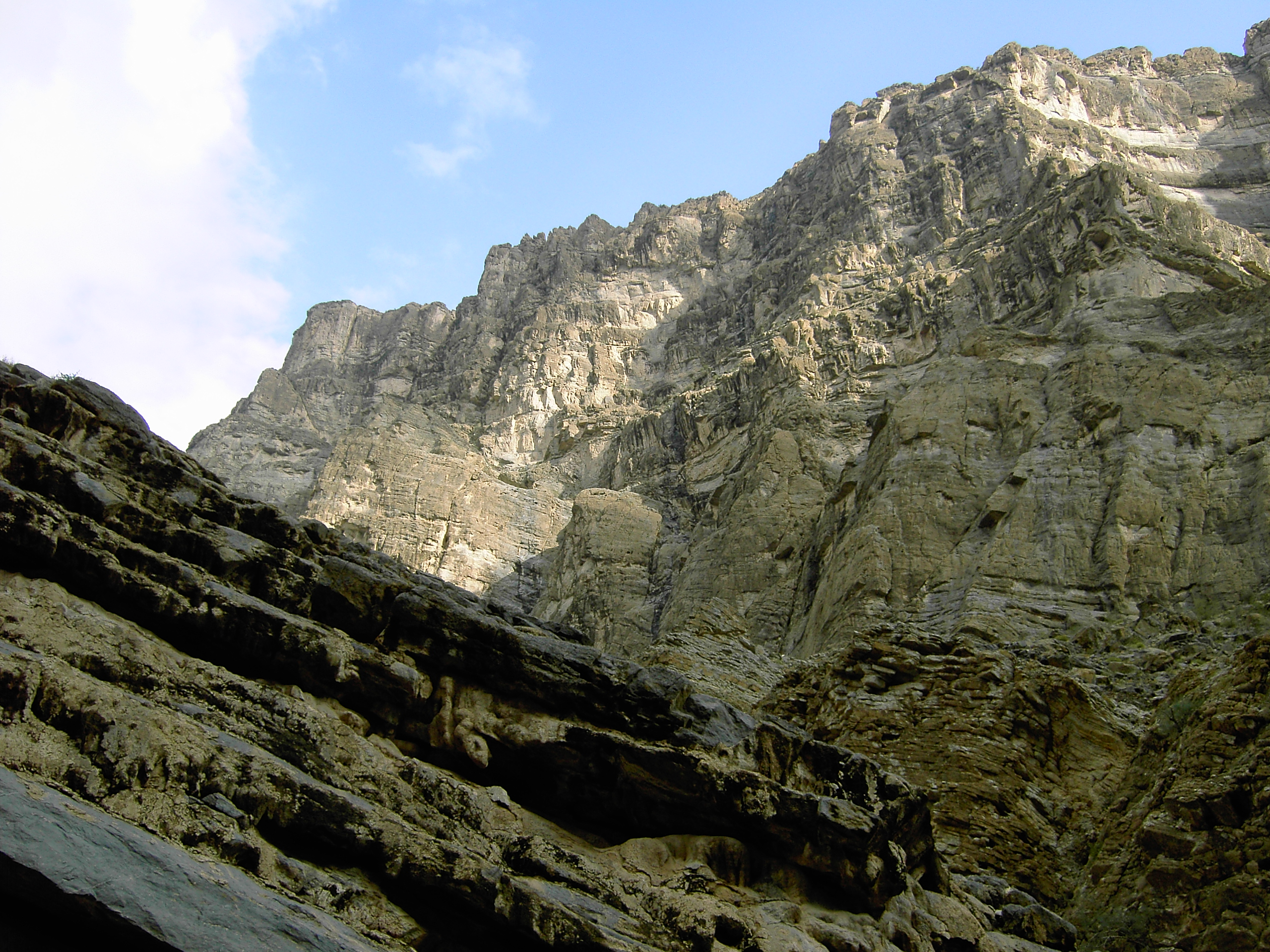
Góry Al-Hadżar al-Gharbi

Warstwa glebowa w prawie całym kraju jest uboga, płytka i w wielu miejscach piaszczysta. Występują głównie kalcisole i [[Gleby
pustynne|yermosole]], w górach zaś leptosole. Obszary pustynne na północy i zachodzie kraju, zwłaszcza na obszarze pustyni Ar-Rab al-Chali pokrywy glebowej nie mają wcale, a w regionie Umm al-Samimi tereny pokrywają sołonczaki.

## Flora
Szata roślinna w Omanie jest bardzo uboga, czego przyczyną są niskie opady. Większość powierzchni kraju pokrywają pustynie i półpustynie. Także góry do wysokości średnio od 1000 do 1500 m n.p.m. są pozbawione roślinności drzewiastej. Dominuje roślinność kserofityczna i efemeryczna. Na pustynie Ar-Rab al-Chali roślinność nie występuje w ogóle, a zamiast niej elementem krajobrazu są piaszczyste wydmy. Jedynie w górach na północy kraju na znacznych wysokością rosną niewielkie połacie suchych lasów dębowo-orzechowych i akacje. W strefie nadbrzeżnej, a zwłaszcza na obszarach miejskich rosną palmy, głównie daktylowce. W wodach przybrzeżnych żyją rafy koralowe.

## Fauna
Świat zwierząt reprezentują gatunki pustynne. Do ssaków kopytnych należą gazele Lodera, ariel, oryks i tar, a także hodowany przez ludzie wielbłąd dromader. Spośród drapieżników w Omanie żyją karakale, szakale złociste i mangusty. Ptaki są nieliczne, na wybrzeżu występują mewy i inne gatunki ptaków morskich, w górach żyje raróg górski. Liczne są gady, zwłaszcza węże jak żmija rogata, i jaszczurki. W wodach przybrzeżny żyje wiele gatunków skorupiaków.
Oman jest jedynym państwem Półwyspu Arabskiego dbającym o przyrodę. W Omanie istnieje kilka obszarów chronionych o łącznej powierzchni 500 km². Wartym uwagi jest istniejący w rejonie Ras Al-Hadd rezerwat wielkich żółwi morskich, żyjących w wodach Oceanu Indyjskiego.